# Harold Mead
Harold Charles Hugh Mead (geboren am 25. September 1910 in Ootacamund, Travancore, Indien; gestorben am 2. September 1997 in London) war ein britischer Science-Fiction-Autor.

## Leben
Meads Eltern waren der Teepflanzer Alfred Hugh Mead und Winifred Ada, geborene Whitby. In den südindischen Nilgiri-Bergen geboren, kam Mead früh nach England, wo er 1929 in die Royal Military Academy Sandhurst eintrat, um danach ab 1930 im Dorsetshire Regiment der British Army zu dienen. 1936 heiratete er Kathleen Richards, mit der er zwei Söhne hatte. 1941 absolvierte er das Staff College in Camberley. Später studierte er am St. Catherines College der Cambridge University, wo er 1950 mit dem Master abschloss. Während des Zweiten Weltkrieges war er vier Jahre lang japanischer Kriegsgefangener in Siam. 1948 schied er aus dem Militärdienst aus. Danach war er von 1952 bis 1963 Leiter der Hall of Residence der Universität Southampton.
Mead hat neben Beiträgen für John Bull, Blackwood’s und ähnlichen Magazinen zwei Science-Fiction-Romane geschrieben. Der erste, The Bright Phoenix, erschien 1955, und beschreibt eine postapokalyptische Welt, in der ein sozialistischer Staat genetisch selektierte Menschen aussendet, um die verwüstete Erde neu zu besiedeln, was aber scheitert. Der zweite Roman Mary's Country (1957, deutsch als Marys Land) handelt ebenfalls in einer zerstörten Welt. Hier ist es eine Gruppe von Kindern aus einem Erziehungsheim eines totalitär-perfektionistischen Staates, die ein durch bakteriologische Waffen verseuchtes Gebiet durchqueren muss. Um zu überleben, müssen die Kinder die Konditionierungen und Normierungen ihrer Erziehung überwinden.

## Bibliografie
- The Bright Phoenix (1955)
  - Deutsch: Der strahlende Phönix. Moewig (Terra Sonderband #18), 1959.
- Mary's Country (1957)
  - Deutsch: Marys Land. Übersetzt von N. O. Scarpi. Fretz & Wasmuth, 1959. Gekürzte Neuauflage: Heyne Science Fiction & Fantasy #3059, 1965. Weitere Ausgabe: Ullstein (Ozeanische Bibliothek 1984 #20451), 1984, ISBN 3-548-20451-1.